# Vandalism (The Office)
"Vandalism" é o 14.º episódio da nona temporada da série de televisão de comédia de situação norte-americana The Office, e o 190.º da série em geral. Foi realizado por Lee Kirk, esposo de Jenna Fischer, membro do elenco principal da série. O seu enredo foi escrito por Owen Ellickson. A sua transmissão original nos Estados Unidos ocorreu através da rede de televisão National Broadcasting Company (NBC) na noite de 31 de Janeiro de 2013. O episódio conta com participações especiais de Chris Diamantopoulos, Mark Proksch, Brad William Henke, e Ameenah Kaplan.
O seriado — apresentado como se fosse um documentário real — retrata o dia-a-dia dos trabalhadores da filial da Dunder Mifflin, uma empresa de papel fictícia situada em Scranton, Pensilvânia. Neste episódio, alguém vandaliza o mural de Pam Halpert (interpretada por Fischer) no armazém da empresa. Perturbada, ela procura a ajuda de Dwight Schrute (Rainn Wilson) e Nellie Bertram (Catherine Tate), que avidamente ajudam-na a descobrir o vândalo. Entretanto, no seu apartamento em Filadélfia, Darryl Philbin (Craig Robinson) está incomodado pelos hábitos pouco higiénicos Jim Halpert (John Krasinski). Não obstante, de má vontade, Angela Lipton (Angela Kinsey) dá permissão a Oscar Martinez (Oscar Nunez) e Kevin Malone (Brian Baumgartner) para irem à festa de aniversário do seu filho.
No geral, "Vandalism" foi recebido com opiniões mistas pelos críticos especialistas em televisão do horário nobre, com muitos vendo o sub-enredo envolvendo Brian apaixonado por Pam como incutido na série e com pouca função além de criar drama supérfluo. Durante a sua transmissão original norte-americana, o episódio foi assistido por uma média de três milhões e 970 mil telespectadores e lhe foi atribuída a classificação de 1,9 e cinco de share no perfil demográfico dos telespectadores entre os dezoito aos 49 anos de idade, de acordo com os dados publicados pelo serviço de registo de audiências Nielsen Ratings. Embora se tenha posicionado em primeiro lugar no seu horário de transmissão, "Vandalism" empatou com o episódio final de 30 Rock na posição do segundo programa mais assistido da NBC daquela noite.

## Produção e desenvolvimento
"Vandalism" teve o seu enredo escrito pelo produtor supervisor Owen Ellickson e foi realizado por Lee Kirk. Para Ellickson, foi a sua terceira vez a escrever um argumento para The Office, enquanto para Kirk, foi a sua estreia como realizador na série, embora tenha participado uma vez como a personagem Clark no episódio "The Delivery" na sexta temporada. Kirk é também o esposo de Jenna Fischer, membro do elenco principal de The Office.
Em "Vandalism," o actor Chris Diamantopoulos fez uma participação interpretando a personagem Brian, um operador de microfone, pela terceira vez consecutiva em The Office. Outras participações neste episódio foram de Mark Proksch como a personagem Nate, e Ameenah Kaplan como Val. "Vandalism" foi o primeiro episódio a apresentar o actor Brad William Henke no papel de Frank. O produtor executivo Greg Daniels brincou em entrevistas que uma personagem seria despedida "no episódio quinze."
Apesar de "Vandalism" ter sido o décimo quarto episódio a ser transmitido, foi na verdade o décimo quinto a ser produzido, tendo como base os códigos de produção. Embora o seu nome tenha sido listado durante a sequência de abertura, o actor Ed Helms, intérprete da personagem Andy Bernard, não participou deste episódio.

## Enredo
Alguém vandalizou o mural de Pam Halpert (Jenna Fischer) no armazém da Dunder Mifflin ao desenhar imagens obscenas nele. Perturbada, ela procura pela ajuda de Dwight Schrute (Rainn Wilson) e Nellie Bertram (Catherine Tate). Eventualmente, os três descobrem que o malfeitor era um funcionário do armazém chamado Frank (Brad William Henke). Como forma de vingança, Pam e Dwight pintam imagens infantis na sua amada carrinha com tinta lavável. Contudo, ao ver isto, Frank fica irado e mostra sinais de que vai atacar Pam fisicamente. Então, Brian (Chris Diamantopoulos), operador de microfone da equipa do documentário, quebra as regras de protocolo e intervém ao golpear Frank na cara com o seu microfone. No fim, descobre-se que ambos Frank e Brian foram despedidos da Dunder Mifflin e do documentário, respectivamente. Quando se vai embora, Brian diz a Pam que ele sempre estará lá caso ela precise de alguém.
Enquanto isso, no seu apartamento em Filadélfia, Darryl Philbin (Craig Robinson) sente-se incomodado pela falta de higiene de Jim Halpert (John Krasinski). Após Jim ter acidentalmente usado a chávena de café de Darryl, os dois começam a brigar; ambos sentem que o outro não está a ser racional. Eventualmente, Jim decide fazer um esforço para limpar e manter o apartamento limpo, e Darryl decide não ser tão retentivo sobre a limpeza das suas coisas.
Em outros lugares, Angela Lipton (Angela Kinsey) e o Senador Robert Lipton (Jack Coleman) celebram o primeiro aniversário do seu filho Phillip. Angela fica chocada ao saber que Robert convidou Oscar Martinez (Oscar Nunez) para a festa, mesmo apesar de ela ter avisado a Robert que não o queria lá. Então, Angela convida Kevin Malone (Brian Baumgartner) como um acto de retaliação e também para impedi-lo de ficar sozinho com as contas bancárias do escritório. Oscar, que acredita ter sido convidado pois desconfia que Robert esteja apaixonado por ele, fica surpreso ao descobrir que foi convidado para aumentar a opinião sobre Robert nas eleições dentro da comunidade Latina. Após a festa, contudo, Kevin agradece a Angela e Robert pela comida, mas diz a Robert que ele é uma pessoa horrível por usar os seus amigos para ganhar apoio político.

## Transmissão e repercussão

### Audiência
"Vandalism" foi originalmente transmitido na NBC após o episódio "Junior Salesman" na noite de 31 de Janeiro de 2013. Durante esta transmissão, o episódio foi assistido por uma média de três milhões e 970 mil telespectadores norte-americanos, fazendo dele o segundo episódio da série, após "The Target" mais cedo nesta temporada, a atingir uma audiência menor que quatro milhões. Foi-lhe atribuída a classificação de 1,9 e cinco por cento de share por entre os adultos entre as idades dos dezoito aos 49. Isso significa que ele foi visto por 1,9 por cento de todas as pessoas dos dezoito aos 49 anos de idade, e por cinco por cento de todas as pessoas dos dezoito aos 49 anos de idade que estavam a assistir à televisão no momento da emissão. The Office posicionou-se no primeiro posto do horário no qual foi transmitido e empatou com o episódio final de 30 Rock na segunda posição das séries mais assistidas da noite, embora 30 Rock tenha sido assistida por um número maior de telespectadores. Todavia, ambos "Vandalism" e o episódio final de 30 Rock foram superados por "Junior Salesman".

### Análises da crítica

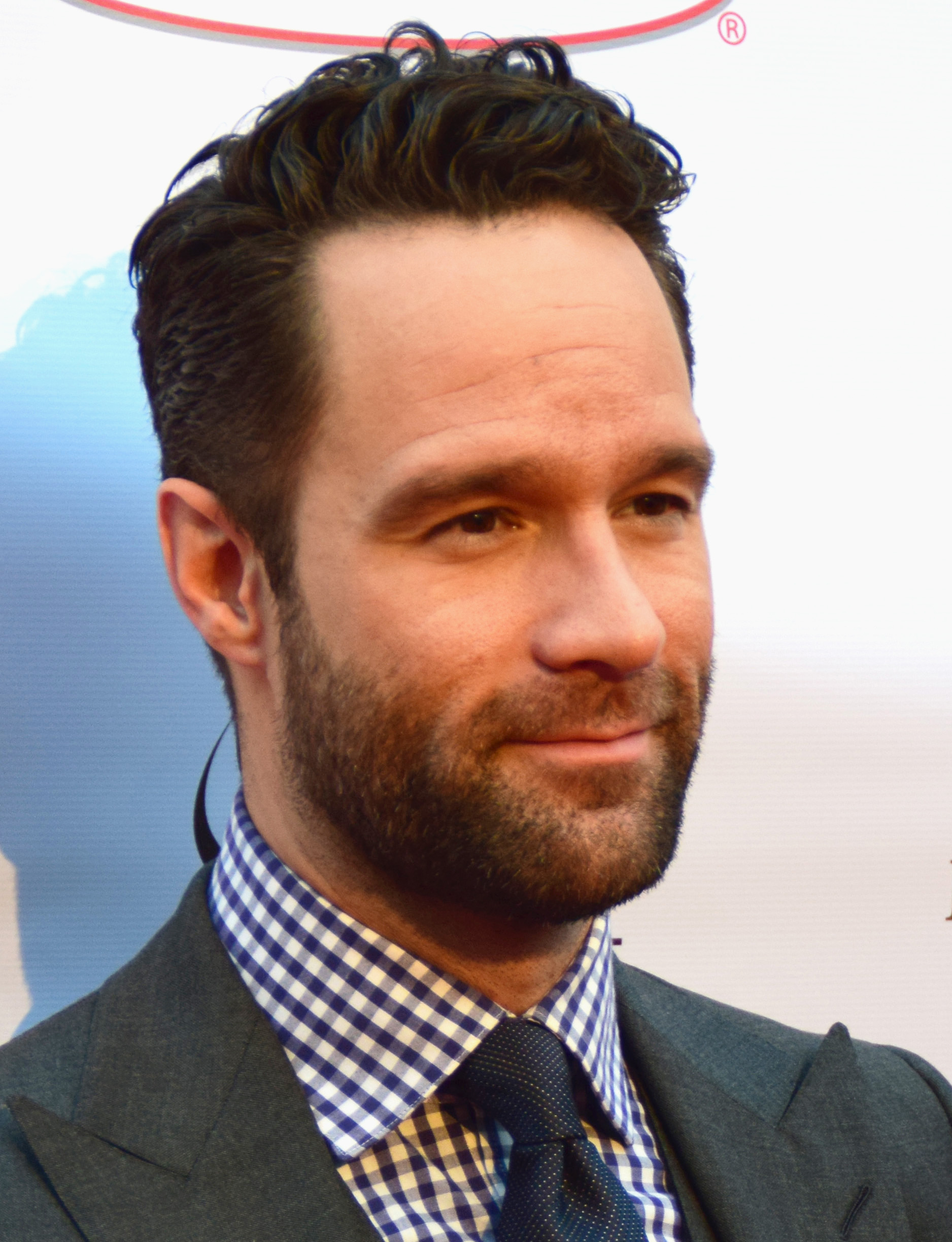
O enredo do episódio que envolveu o actor Chris Diamantopoulos foi recebido com opiniões negativas.

Michael Tedder, para a coluna Vulture da revista New York Magazine, avaliou o episódio — juntamente com "Junior Salesman" — com quatro estrelas de um máximo de cinco. Ele apreciou o momento de Kevin no fim do episódio, no qual foi capaz de repreender o Senador pelo mau tratamento com os seus amigos e família, e notou que "o facto de ter vindo com a interpretação indecisa de Kevin apenas melhorou tudo." Contudo, ele criticou o sub-enredo de Brian, chamando-o de "a maneira menos interessante que esta revelação de um membro da equipa poderia ter sucedido." Roth Cornet, para o IGN, atribuiu a "Vandalism" a avaliação de sete de uma escala de dez, comentando que foi um episódio "bom." Apesar de notar que o seriado em si ainda tenha se mantido em boa forma em comparação com vários outros, Cornet escreveu que o episódio é um exemplo do "perigo de desnecessariamente arrastar coisas, uma vez que vimos o desperdício de terminar coisas antes de terem a oportunidade de atingir o potencial total no passado." O resenhista elogiou a "bomba da verdade" de Kevin, escrevendo que "funcionou lindamente," mas pensou que "a revelação do 'homem por detrás da cortina' [... foi] um desapontamento doloroso" e um "cop-out" para engatar os telespectadores. Brett Davinger, para o The California Literary Review, chamou as travessuras de Brian de "arrepiantes," e questionou-se se a personagem iria começar a emular as características da personagem Cathy da oitava temporada, que tentou fazer com que Jim traísse. Contudo, demonstrou agrado pelos outros enredos do episódio. Apesar de chamar a história de Jim e Darryl de "ocupante de espaço," foi mais positivo para com a história de Oscar e Kevin, notando que o fim foi um "segmento curto, mas bem feito." Bonnie Stiernberg, para a revista Paste, escreveu que a ideia de Brian temporariamente dividir Pam e Jim levou a "um dos episódios mais nada-a-ver" da série. No entanto, achou que os argumentistas devem ter "pensado [na ideia] em algum momento da temporada anterior" e que o conceito pareceu forçado. Stiernberg comparou o desenvolvimento rápido do relacionamento de Pam e Brian desfavorável para o fortalecimento lento da atracção inicial de Pam e Jim um para o outro.
Nick Campbell, para o TV.com, opinou que "Vandalism" — juntamente com "Junior Salesman" — foi muito mais esperto que o julgamento da semana passada em Dullsville." Ele sentiu que o episódio foi "importante," porque continuou a trama que envolve Brian. Embora, de princípio, não tenha ficado satisfeito com o desenvolvimento, comentou que o enredo será "o teste final da teoria romântica do seriado" que "os homens dóceis (o proletariado) constantemente e rectamente erigiram os homens estabelecidos e negligentes (a burguesia) que vivem com as mulheres do The Office." Erik Adams, para o jornal de entretenimento A.V. Club premiou o episódio com um "C-" e criticou amplamente a introdução de Brian como um interesse amoroso potencial para Pam. Ele criticou especialmente a cena final, notando que "ri muito porque eu pensei que Dwight é que tivesse lhe atingido." Contudo, uma vez que se apercebeu que era Brian, achou que "uma conclusão para a trama invulgar de Dwight-Pam que fez Pam descer ao nível de Dwight foi recusada." Embora tenha apreciado a tentativa de Greg Daniels de arriscar, escreveu que "está a começar a parecer que eles estão a foder tudo agora." Adams, no entanto, foi mais positivo em relação à parte de Kevin no episódio, e chamou isso de um lampejo "de um Office de fim-de-período no seu melhor." Casey Gillins, para o jornal The News & Advance disse que o sucesso total da nona temporada de The Office foi magoado por "Vandalism", bem como por "Junior Salesman". Ela escreveu que, enquanto o episódio "teria sido agradável" por si próprio, após Brian defender Pam "o seriado navegou bem perto daquele tubarão."